# (26900) 1995 WU5
(26900) 1995 WU5 est un astéroïde de la ceinture principale d'astéroïdes découvert en 1995.

## Description
(26900) 1995 WU5 a été découvert le 23 novembre 1995 à l'observatoire astronomique de Farra d'Isonzo, situé dans la commune de Farra d'Isonzo, dans la province de Gorizia (Frioul-Vénétie Julienne), en Italie, par l'Observatoire astronomique de Farra d'Isonzo.

### Caractéristiques orbitales
L'orbite de cet astéroïde est caractérisée par un demi-grand axe de 2,27 UA, un périhélie de 2,23 UA, une excentricité de 0,02 et une inclinaison de 1,68° par rapport à l'écliptique. Du fait de ces caractéristiques, à savoir un demi-grand axe compris entre 2 et 3,2 UA et un périhélie supérieur à 1,666 UA, il est classé, selon la JPL Small-Body Database, comme objet de la ceinture principale d'astéroïdes.

### Caractéristiques physiques
(26900) 1995 WU5 a une magnitude absolue (H) de 15,1 et un albédo estimé à 0,308.